# Литовсько-московська війна (1512—1522)
Литовсько-московська війна 1512—1522 років (також відома як Перша Десятирічна Війна) — військовий конфлікт між Великим князівством Литовським , Руським і Жемайтійським та Великим князівством Московським за прикордонні землі русин (самоназва українців до XIX століття)

## Причини
У двох попередніх війнах Московському князівству так і не вдалося реалізувати ідею повернення собі всієї «давньоруської спадщини» — земель Смоленщини, Полоччини і Київщини. Не змирилося з результатами цих війн — втратою деяких своїх східних земель і Велике князівство Литовське. Наприкінці 1512 року між обома державами спалахнула нова війна. Приводом до неї стали литовсько-кримськотатарські переговори і напад кримських татар у травні 1512 року на Верховські князівства.

## Війна

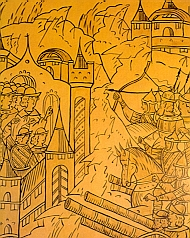
Облога Василієм III Смоленська

Московський уряд звинуватив литовців у нацьковуванні на московські землі кримських татар й у листопаді цього ж року спорядив похід свого війська на Полоцьк і Смоленськ.
Невдовзі війська з-під Полоцька були відведені, біля Смоленська вони стояли до березня 1513 року, після чого облога була знята. У червні 1513 року московські війська розпочали наступ одразу на 4-х напрямках з метою захоплення Смоленська, Полоцька, Вітебська і Орші.
Бої продовжувалися до листопада і закінчилися для Москви безрезультатно. Наприкінці травня 1514 року московські війська розпочали третій наступ на Смоленськ. Незважаючи на успішну оборону міста, частина місцевої аристократії і духовенства перейшла на бік Москви, що й привело до капітуляції Смоленська 31 липня 1514 року. Незабаром московські полки захопили Мстиславль, Кричев і Дубровно. Проте розвинути успіх московській стороні не вдалося. 8 вересня 1514 року під Оршею литовське військо (30 тис. осіб, під командою князя К. Острозького) розгромило московське військо (40 тис. вояків, під командою князя І. Челядніна). Незабаром Литві вдалося повернути Мстиславль, Кричев та Дубровно. Тоді ж литовці разом із кримськими татари здійснили кілька нападів на Сіверщину.
Однак Смоленськ залишився за московською стороною. На початку 1515 року литовці повторили спільно з кримськими татарами напад на Сіверські землі. Пізніше московські полки ходили під Рославль, Полоцьк, Вітебськ і Мстиславль, а литовці діяли під Великими Луками.
У вересні 1517 року в Москві розпочалися мирні переговори. Проте вони не припинили воєнних дій. У жовтні литовське військо здійснило невдалу спробу захопити Опочку. Улітку 1518 року московське керівництво спробувало відновити широкомасштабні воєнні дії проти Литви. Його війська атакували Полоцьк, Вітебськ, Слуцьк. Однак перемога була за литовцями.
Наступного року Москва повторила наступ більшими силами. Із Пскова, Смоленська і Стародуба її полки атакували Полоцьк, Вітебськ, Оршу, Могильов, Мінськ, Крево, Ошмяни, Молодечно. У лютому 1520 року московські війська повторили напад на Полоцьк і Вітебськ. За рік Остафій Дашкевич бере участь у кримському поході.

## Результат
2 вересня 1520 року в Москві було підписано перемир'я на півроку, а 25 грудня 1522 року встановлено нове перемир'я на п'ять років. Згідно з ним Смоленськ залишився за московською стороною. Обміняти полонених великий князь московський Василій III Іванович відмовився.